# スカゲラク海峡
スカゲラク海峡（丁・諾・典・英: Skagerrak）は、ユトランド半島とスカンジナビア半島との間にある海峡。おおむね、ユトランド半島（デンマーク）北方の海域を指す。

## 地理

### 範囲・接続海域
国際水路機関（IHO）の定める66の海域のひとつである。国際水路機関の定義によれば、その境界は以下の通り。
西
ハンストホルム（北緯57度07分 東経8度36分 / 北緯57.117度 東経8.600度）とリンデスネス（北緯58度 東経7度 / 北緯58度 東経7度）を結ぶ線。
南東
カテガット海峡の北限
（デンマークの北端であるスカーイェン）から Paternoster Skær　（北緯57度54分 東経11度27分 / 北緯57.900度 東経11.450度）を経てショーン島 (Tjörn) に至る線）
東側はカテガット海峡を経由してバルト海に繋がり、西側は北海が広がっている。

## 歴史
第一次世界大戦ではユトランド沖海戦があった。